# Lisa-Marie Karlseng Utland
Lisa-Marie Karlseng Utland, née le 19 septembre 1992 à Mo i Rana, est une footballeuse internationale norvégienne évoluant au poste d'attaquante et en équipe de Norvège.

## Biographie

### Parcours en club
Après avoir joué deux saisons en 1.divisjon (D2) avec Fløya IF, elle découvre l'élite avec Grimstad. Elle joue quatre saisons avec le SK Trondheims-Ørn avant de signer en novembre 2016 pour Røa.

### Parcours en équipe nationale
Après avoir connu plusieurs équipes de jeunes, elle honore sa première sélection le 23 mai 2015 face à la Belgique (défaite 3-2). 